# Suối nguồn tuổi trẻ

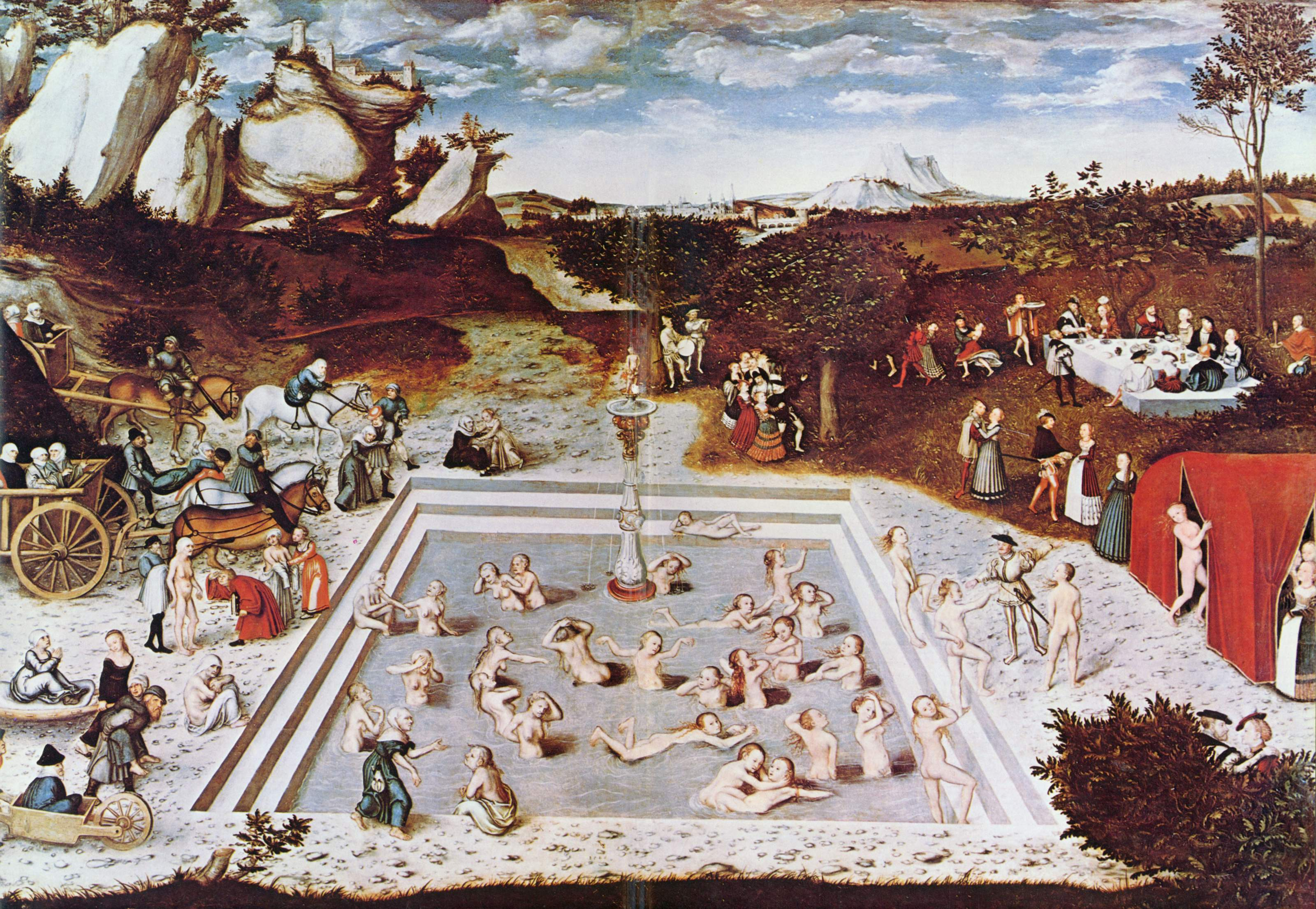
Bức tranh Suối nguồn tuổi trẻ (1546) của Lucas Cranach der Ältere (Lucas Cranach cha)

Suối nguồn Tuổi trẻ (tiếng Anh: Fountain of Youth) là một mạch nước mà người ta tin rằng có khả năng cải lão hoàn đồng cho bất cứ ai uống nước từ đó, hoặc ngâm mình hay tắm ở đó. Các truyền thuyết về dòng suối này xuất hiện khắp thế giới trong hàng ngàn năm qua, từ các bản viết của Herodotos (thế kỷ 5 TCN), các huyền thoại về Alexandros Đại đế (thế kỷ 3) đến các truyện kể về Prester John (vào đầu cuộc Thập tự chinh, thế kỷ 11 hoặc 12). Những truyền thuyết tương tự cũng có trong nền văn hóa của các dân tộc bản địa vùng Caribe trong Thời đại Khám phá (đầu thế kỷ 16), kể về sức mạnh hồi sinh của nguồn nước ở vùng đất huyền thoại Bimini.
Truyền thuyết về dòng suối thần kỳ đặc biệt nổi tiếng vào thế kỷ 16 khi gắn liền với tên tuổi nhà thám hiểm người Tây Ban Nha Juan Ponce de León, Thống đốc đầu tiên của Puerto Rico. Theo một tập hợp những dữ kiện chưa được xác thực bắt nguồn từ những lời đồn đại từ Tân Thế giới và văn hóa Á Âu, Ponce de León đã tìm kiếm Suối nguồn Tuổi trẻ khi ông du hành đến vùng đất mà ngày nay là Florida, Mỹ vào năm 1513.

## Các ghi chép ban đầu
Sử gia Herodotos của Hy Lạp nhắc đến một loại nước đặc biệt ở vùng đất của người Makrovioi (Μακροβίοι), giúp người Makrovioi sống trường thọ. 
Đến lượt mình, những người Ichthyophaga hỏi nhà vua về tuổi thọ và về chế độ dinh dưỡng của người dân tộc của ông, và được ông cho biết rằng đa phần họ sống đến một trăm hai mươi tuổi, một số người còn sống lâu hơn thế- họ ăn thịt đã luộc chín và không uống gì khác ngoài sữa. Khi người Ichthyophaga bày tỏ niềm kinh ngạc về sự trường thọ lâu đến vậy, nhà vua dẫn họ đến một suối nước, mà khi người dân [Makrovioi] tắm rửa, họ sẽ có được da thịt bóng bẩy và mượt mà, như thể được tắm trong dầu- và một mùi hương lan tỏa từ dòng suối tựa như hương hoa violet. Nước chảy rất yếu, họ kể, và không có gì nổi trên mặt nước, kể cả gỗ hay bất kì vật nào nhẹ hơn, tất cả đều chìm xuống đáy dòng suối. Nếu câu chuyện về suối nước này là thật, thì chính việc sử dùng nước của dòng suối một cách liên tục đã là nguyên nhân làm cho họ [Makrovioi] sống lâu đến vậy.

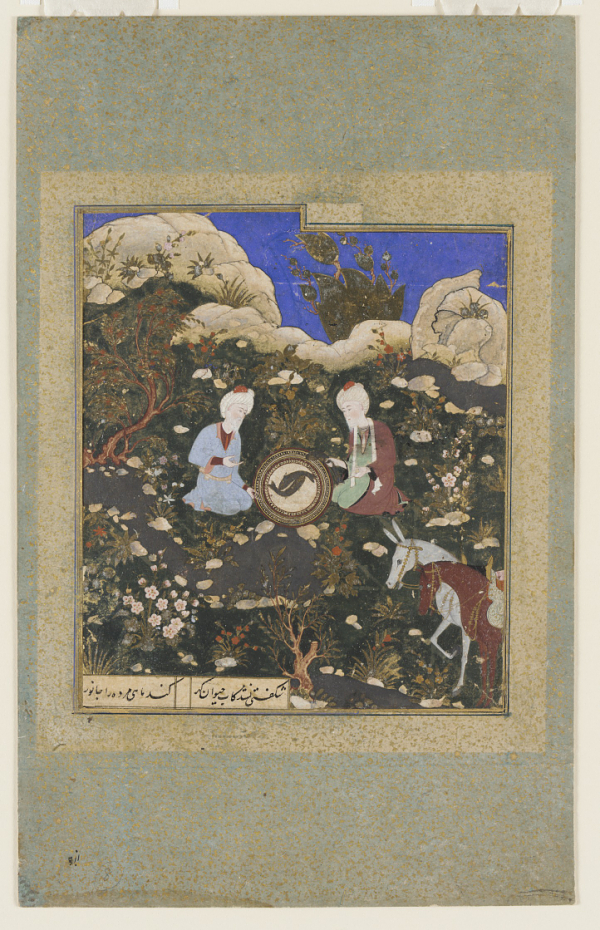
Bức tiểu họa của Ba Tư khắc họa cảnh al-Khidr và Alexandros Đại đế ngồi nhìn Dòng nước của Sự sống hồi sinh một con cá khô ướp muối.

Một câu chuyện kể về "Dòng nước của Sự sống" (the Water of Life) có trong các phiên bản Đông phương của những truyện kể về Alexandros Đại đế, trong đó miêu tả rằng Alexandros và người hầu băng qua Vùng đất của Bóng tối (Land of Darkness) để tìm dòng suối hồi xuân. Nhân vật người hầu được nhắc đến trong truyện này bắt nguồn từ các truyền thuyết Trung Đông về al-Khidr (Khidr), một nhà hiền triết được nói đến trong kinh Qur'an của Hồi giáo. Phiên bản tiếng Ả Rập và tiếng Aljamiado của truyện này rất phổ biến ở Tây Ban Nha trong và sau giai đoạn bị thống trị bởi người Moor và có lẽ cũng được những nhà thám hiểm châu Mỹ biết tới. Những ghi chép thời kỳ đầu này đã tạo cảm hứng cho cuốn sách giả tưởng thời Trung cổ phổ biến thời đó, Những chuyến du hành của Jean de Mandeville, khi trong sách này cũng có nhắc đến Suối nguồn Tuổi trẻ ở chân một ngọn núi bên ngoài Polombe (ngày nay là Kollam, Ấn Độ). Do ảnh hưởng của những câu chuyện trên, huyền thoại về Suối nguồn Tuổi trẻ trở nên phổ biến trong nghệ thuật Gothic một cách nhã nhặn, chẳng hạn những chạm khắc về Suối nguồn Tuổi trẻ có trên chiếc hộp bằng ngà voi Casket with Scenes of Romances (Tráp với những Sự kiện Truyền thuyết về Anh hùng, số hiệu Walters 71264) cũng như một vài chiếc vỏ gương soi bằng ngà voi, và tiếp tục phổ biến suốt trong Thời đại Khám phá của châu Âu.

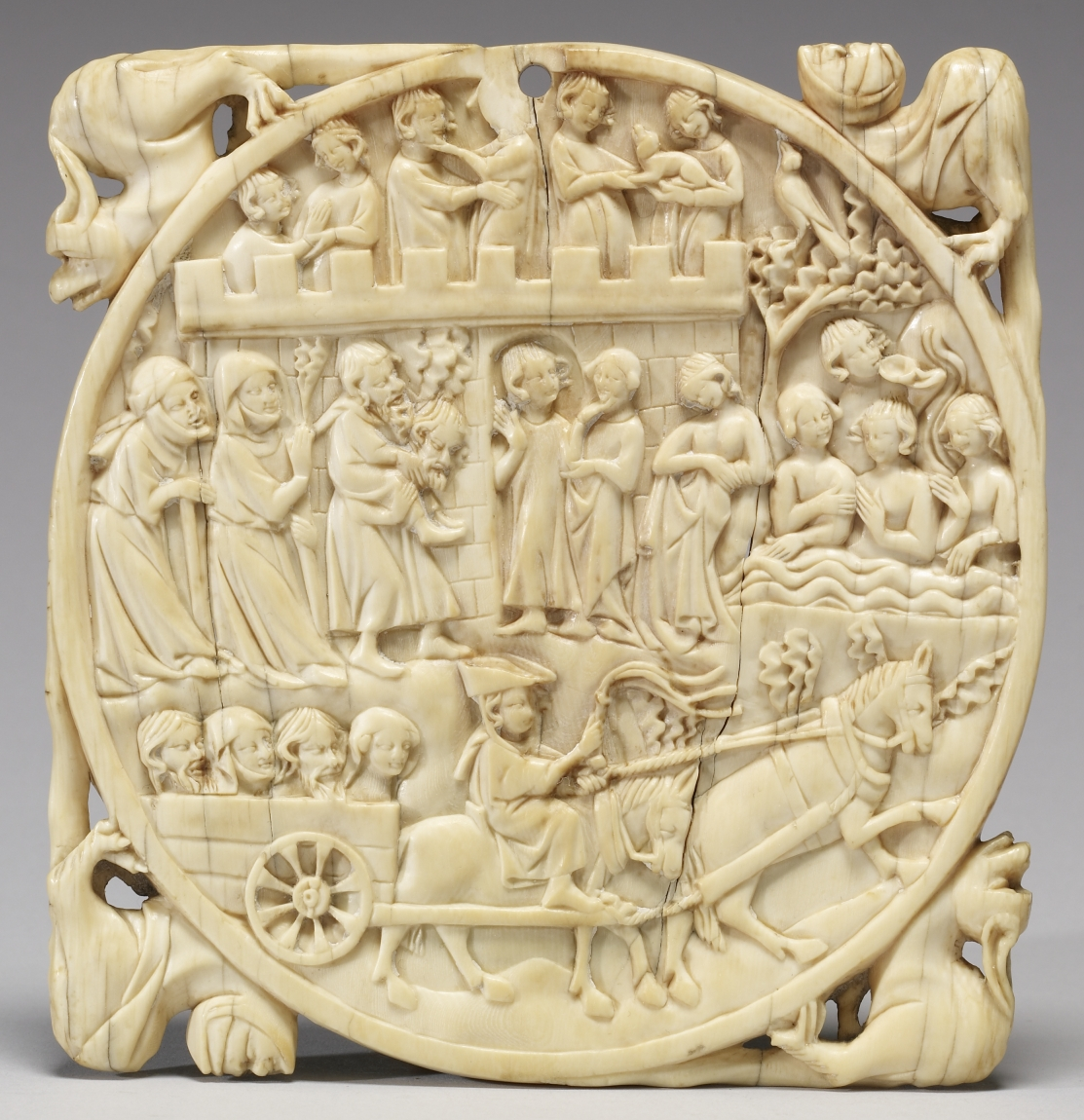
Những hình chạm khắc về Suối nguồn Tuổi trẻ trên vỏ một chiếc gương soi thế kỷ 14 của Pháp.

Đặc điểm về tiếu tượng học (iconography) của Suối nguồn Tuổi trẻ ở châu Âu khá nhất quán, như các đặc điểm trong bức tranh của Cranach và những chạm khắc trên những vỏ gương soi có niên đại từ 200 năm trước: những người già, thường được cõng hoặc chở đến, xuất hiện ở phia trái, trút bỏ quần áo và xuống một cái hồ nước rộng đến hết mức không gian cho phép. Những người trong hồ nước trông trẻ trung và không mặc gì, và sau khi rời khỏi hồ nước thì diện những quần áo đẹp để đến dự buổi liên hoan một cách trang nhã, đôi khi bao gồm một bữa tiệc.
Cũng có vô số nguồn đề cập gián tiếp đến truyền thuyết này. Trẻ mãi không già là một sự ban tặng thường được kiếm tìm trong thần thoại và truyền thuyết, và những câu chuyện kể về những vật phẩm huyền thoại như hòn đá triết gia (philosopher's stone), thuốc trị bách bệnh (panacea) hay thuốc trường sinh bất lão (elixir of life) phổ biến khắp lục địa Á-Âu và những nơi khác. Một gợi ý bổ sung có thể tới từ chi tiết Hồ nước Bethesda (Pool of Bethesda) ở Jerusalem trong Phúc Âm Gioan, mà tại hồ này Giê-su đã chữa trị cho một người đàn ông.

## Bimini
Theo truyền thuyết, người Tây Ban Nha biết về Bimini qua người Arawak ở Hispaniola, Cuba và Puerto Rico. Dân đảo vùng Caribe lưu truyền truyền thuyết về một miền đất tên là Beimeni hay Beniny (nguồn gốc của từ Bimini), vùng đất của sự thịnh vượng, thứ sau này trở nên gắn liền với huyền thoại về suối nước. Vào thời Ponce de León, vùng đất này được cho là nằm ở phía tây bắc Bahamas (được gọi là la Vieja trong chuyến thám hiểm của Ponce), trong khi thổ dân tại đây rất có thể đang đề cập đến một vùng đất của nền văn minh Maya. Vùng này cũng bị nhầm lẫn với vùng Boinca hay Boyuca mà Juan de Solis nhắc đến, mặc dù dữ liệu hàng hải của Solis ghi rằng vùng Boinca nằm ở vịnh Honduras. Thật ra, chính vùng Boinca này mới là nơi được cho là có Suối nguồn Tuổi trẻ chứ không phải Bimini. Vị thủ lĩnh người Arawak của Cuba là Sequene cũng được cho là đã cùng một nhóm nhà thám hiểm đi về phương bắc để tìm suối nguồn tuổi trẻ do không cưỡng lại được sức cám dỗ của nó, và kết cục là họ không bao giờ trở về.
Bimini và dòng nước có khả năng trị bệnh từng là chủ đề bàn tán khắp vùng Caribe. Trong một lá thư gửi đến Giáo hoàng năm 1513, nhà chép sử Pietro Martire d'Anghiera kể lại những truyện này mặc dù ông không tin chúng và thấy lo khi có quá nhiều người tin vào chúng.

## Ponce de León và Florida

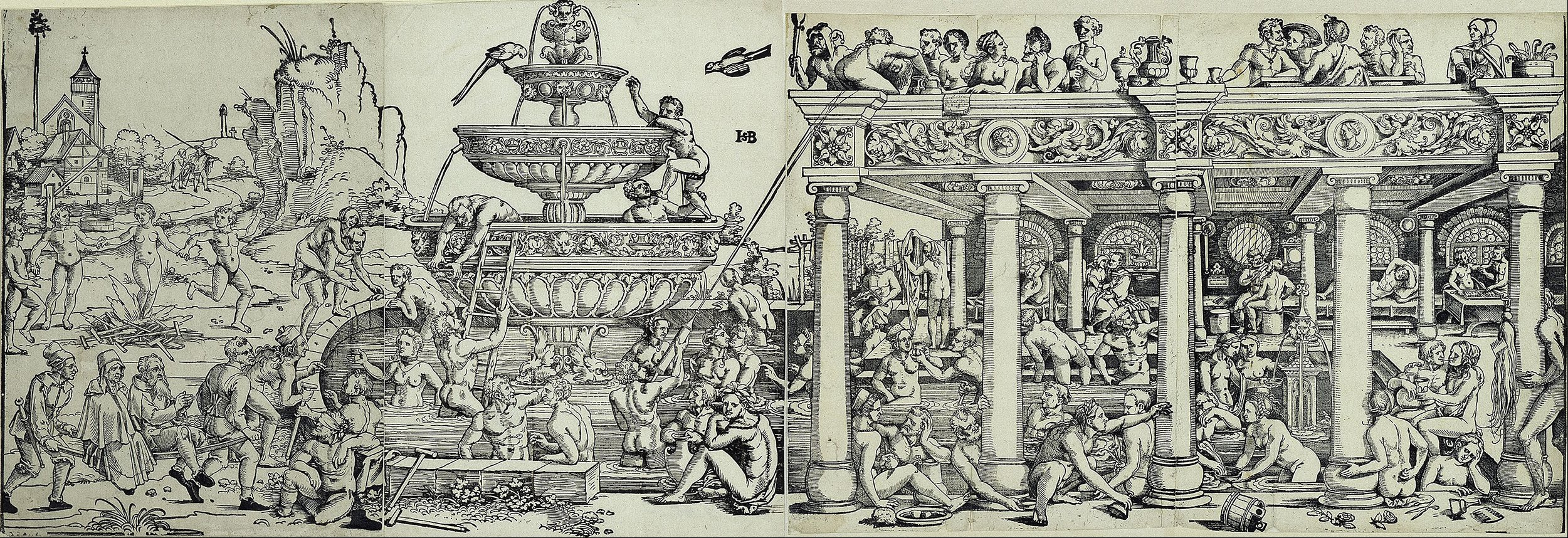
Sebald Beham, khắc gỗ, 1531

Đến thế kỷ 16, câu chuyện về Suối nguồn Tuổi trẻ gắn liền với tiểu sử của conquistador Juan Ponce de León. Trong bản hiến chương hoàng gia của ông, Ponce de León được ghi nhận là người khám phá ra vùng đất Beniny (tức Bimini). Mặc dù đây chỉ là cách gọi của thổ dân để chỉ vùng đất của người Maya ở Yucatan, nhưng tên tuổi và truyền thuyết về suối nước tuổi trẻ của vùng Boinca đã gắn liền với Bahamas. Tuy vậy, Ponce de León không hề nhắc đến dòng suối trong bất cứ ghi chép nào của ông trong suốt cuộc hành trình. Trong khi ông có thể đã nghe tới Suối nguồn và tin vào truyền thuyết này, nhưng tên tuổi của ông chỉ gắn liền với truyền thuyết sau khi ông qua đời.
Năm 1535, Historia General y Natural de las Indias của Gonzalo Fernández de Oviedo viết rằng Ponce de León tìm kiếm dòng nước cải lão hoàn đồng ở Bimini. Một số nhà nghiên cứu cho rằng ghi chép của Oviedo có thể đến từ những yếu tố chính trị, như một cách tạo lợi thế trước các tòa án. Một ghi chép tương tự của Francisco López de Gómara có trong Historia General de las Indias (1551). Trong cuốn Memoir của Hernando D'Escalante Fontaneda vào năm 1575, tác giả viết rằng dòng nước hồi xuân nằm ở Florida và cho biết de León tìm kiếm dòng suối này ở đó; giải thích này đã tạo cảm hứng cho cuốn sách về lịch sử người Tây Ban Nha ở Tân Thế giới của Antonio de Herrera y Tordesillas. Fontaneda đã mất 17 năm bị thổ dân châu Mỹ giam cầm sau vụ đắm tàu ở Florida khi còn là một cậu bé. Trong cuốn Memoir, ông viết về nguồn nước có tác dụng chữa bệnh của một dòng sông bị quên lãng mà ông gọi là "Jordan" và đề cập đến việc de León tìm kiếm chúng. Tuy nhiên, Fontaneda nói rõ rằng ông ngờ vực những truyện mà ông kể, và nghi ngờ cả mục đích de León đến Florida.
Herrera làm cho sự liên quan đó trở nên vững chắc trong phiên bản lãng mạn hóa của câu chuyện từ Fontaneda có trong cuốn Historia general de los hechos de los Castellanos en las islas y tierra firme del Mar Oceano. Herrera nói rằng các cacique bản địa từng thường xuyên đến dòng suối này. Một ông già gầy yếu có thể trở nên hoàn toàn phục hồi tuổi thanh xuân đến mức ông ta có thể quay trở lại "những cử chỉ nam tính… lấy một người vợ mới và sinh thêm nhiều con." Herrera cho biết thêm rằng người Tây Ban Nha đã không thành công trong việc tìm kiếm dòng suối nước huyền thoại trong tất cả các "dòng sông, dòng suối, phá hoặc hồ nước" dọc theo bờ biển Florida. Điều này cho thấy truyện kể về Sequene (vị thủ lĩnh người Arawak của Cuba đi tìm suối nguồn tuổi trẻ) cũng được dựa trên một truyện kể sai lệch từ truyện kể của Fontaneda.

## Công viên Khảo cổ Suối nguồn Tuổi trẻ

Bưu thiếp in hình Công viên Khảo cổ Suối nguồn Tuổi trẻ ở St. Augustine.

Thành phố St. Augustine, Florida là nơi đặt Công viên Khảo cổ Suối nguồn Tuổi trẻ (Fountain of Youth Archaeological Park), như một sự tưởng nhớ về nơi mà Ponce de León theo truyền thống được cho là đã đặt chân tới. Mặc dù đã có nhiều trường hợp tài sản này bị sử dụng như một điểm thu hút ngay từ những năm 1860, các điểm du lịch theo hình thức hiện tại của nó đã được tạo ra bởi Luella Day McConnell năm 1904. Vì được cho là đã mua lại tài sản công viên này từ ông H.H. Williams bằng kim cương và tiền mặt, bà còn được biết đến với tên gọi "Diamond Lil". Người ta nói tiến sĩ McConnell có một viên kim cương đính ở mặt trước răng của bà, nhưng điều này có thể là một câu chuyện tưởng tượng. Luella Day McConnell đã bịa ra những câu chuyện nhằm mang tính giải trí và làm ghê sợ người dân thành phố và khách du lịch cho đến khi qua đời trong một tai nạn ô tô năm 1927.
Những cuộc khai quật khảo cổ học đầu tiên ở Công viên năm 1934 được thực hiện bởi Viện Smithsonian. Những cuộc khai quật này tìm ra một số lượng lớn thi thể được chôn cất của những người Timucua được cải theo đạo Cơ Đốc. Những ngôi mộ này cuối cùng chỉ ra rằng công viên này là nơi đầu tiên diễn ra việc truyền giáo của đạo Cơ Đốc tại Hoa Kỳ. Được gọi với tên gọi Nhiệm vụ của Nombre de Dios, nhiệm vụ này được bắt đầu bởi tu sĩ dòng Phanxicô (Franciscan) năm 1587. Các thập niên tiếp theo chứng kiến sự khai quật các đồ vật qua đó xác định một cách tích cực Công viên như là địa điểm định cư năm 1565 của Pedro Menendez de Avilés ở St. Augustine, đây là sự định cư mang tính liên tục cổ xưa nhất của người châu Âu ở Bắc Mỹ. Công viên hiện tại trưng bày các đồ tạo tác bản địa và thuộc địa để chào mừng di sản về người Timucua và người Tây Ban Nha ở St. Augustine. Một tin đồn vẫn còn tồn tại nói rằng, mặc dù có thể bị pha loãng với nước của thành phố và trải qua xử lý, thành phố Naples có thể có một phần của dòng suối thần thoại chảy qua nó. Naples có tỉ lệ dân số già vào loại cao nhất và tỷ lệ tử vong thấp nhất đất nước.
Tác giả Charlie Carlson xác nhận đã từng nói chuyện với một hội kín giả thuyết của St. Augustine, xác nhận là những người bảo vệ Suối nguồn Tuổi trẻ, nơi đã ban cho họ tuổi thọ phi thường. Họ xác nhận John Gomez Già, một nhân vật chính trong huyền thoại về Gasparilla, một câu chuyện dân gian của Florida, là một trong số các thành viên của họ.

## Trong văn học và văn hóa đại chúng

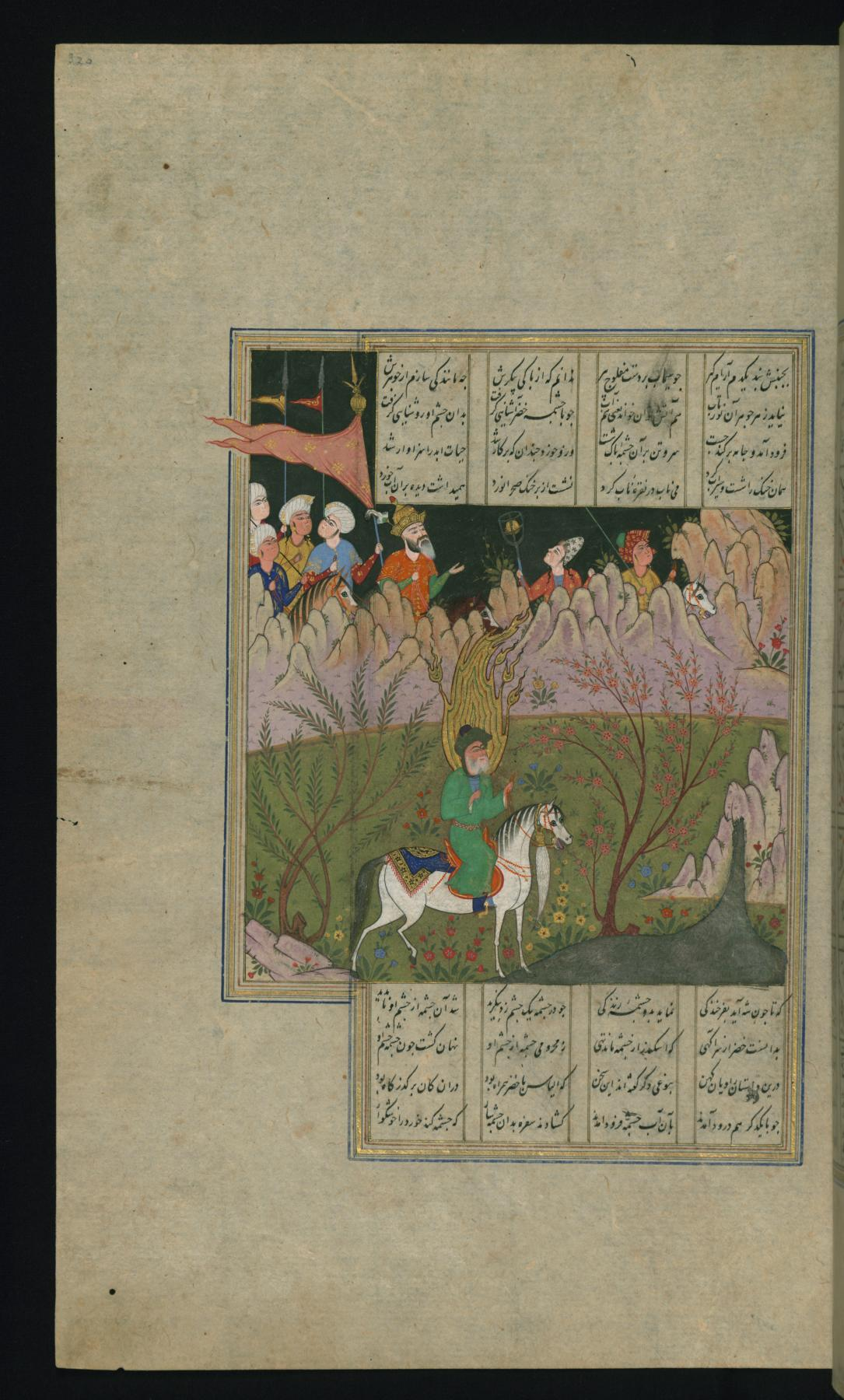
al-Khiḍr và Alexandros Đại đế ở trước Suối nguồn Tuổi trẻ.

Suối nguồn Tuổi trẻ là một ẩn dụ về bất kỳ thứ gì có khả năng kéo dài tuổi thọ, chẳng hạn cuốn sách nổi tiếng Suối nguồn tươi trẻ (Ancient Secret of the Fountain of Youth) của tác giả Peter Kelder kể về năm phương pháp thể dục của các vị Lạt Ma Tây Tạng để duy trì sự tươi trẻ, sức khỏe và sinh lực.
Nathaniel Hawthorne sử dụng Suối nguồn trong truyện "Dr. Heidegger's Experiment"; Orson Welles đạo diễn và đóng vai chính trong một chương trình truyền hình năm 1958 dựa trên huyền thoại này; và Tim Powers đề cập đến nó trong On Stranger Tides. Tiểu thuyết The Well at the World's End của William Morris kể về một chuyến đi tìm một dòng suối huyền thoại có nhiều đặc điểm giống với Suối nguồn Tuổi trẻ. Nhà văn Jorge Luis Borges nhắc đến Suối nguồn Tuổi trẻ trong một truyện ngắn trong tuyển tập El Aleph (1949) của ông. Trong tiểu thuyết Eric của Terry Pratchett, nhân vật Ponce da Quirm uống nước từ Suối nguồn Tuổi trẻ nhưng chết sau đó, ước rằng họ đặt một tấm biển ở đó ghi "Đun sôi trước đã". Tiểu thuyết Tuck Everlasting của Natalie Babbitt kể về một gia đình giành được sự trường xuân vĩnh cửu sau khi uống nước từ một dòng suối.
Năm 1953, The Walt Disney Company ra mắt một bộ phim có tựa đề "Don's Fountain of Youth", trong đó Vịt Donald được cho là phát hiện ra dòng suối tuổi trẻ nổi tiếng. Bảy năm sau, trong "That's no fable!", Carl Barks đề cập lại thần thoại này. "Sweet Duck of Youth", một tập trong loạt phim hoạt hình Duck Tales, cũng nhắc tới cốt truyện này.
Năm 1974, Marvel Comics đề cập tới Suối nguồn (được mô tả là sẽ có tác dụng nếu tắm trong đó, nhưng sẽ trở nên tàn tật nếu uống nước từ đó) trong Man-Thing và sau đó là The Savage She-Hulk.
Trong một loạt phim hài năm 1976, Big John, Little John, một người đàn ông trung niên uống nước từ Suối nguồn Tuổi trẻ và sau đó chuyển đổi qua lại từ 12 tuổi và 43 tuổi trong suốt loạt phim. Dòng suối và dòng nước của nó tạo nên nền tảng cho cốt truyện chiến dịch "Blood, Ice and Steel" trong Age of Empires III, game sản xuất bởi Microsoft và Ensemble Studio. Gần đây, các nhân vật trong bộ phim năm 2006 của Darren Aronofsky, The Fountain, tìm kiếm Cây của Sự sống (Tree of Life) để chữa trị một khối u não.
Cướp biển vùng Caribbean: Dòng thủy triều lạ (Pirates of the Caribbean: On Stranger Tides, 2011), phần thứ tư của loạt phim Cướp biển vùng Caribe, mô tả một cuộc tìm kiếm Suối nguồn Tươi trẻ. Nó được nhắc đến ở cuối phần trước đó, cảnh thuyền trưởng Jack Sparrow lấy được tấm bản đồ từ thuyền trưởng Hector Barbossa. Trong phim, Suối nguồn cần có hai người uống nước bằng hai cái cốc bạc được tìm thấy trong con tàu của Ponce de León; người nào uống chiếc cốc chứa nước mắt của nàng tiên cá sẽ lấy hết số năm còn sống của người kia và thêm vào tuổi thọ của mình, chữa khỏi bất kỳ vết thương nào trên người, còn người kia thì chết ngay lập tức.